# Gheorghe Rasovszky
Gheorghe Rasovszky (n. 4 septembrie 1952, Suceava) este un artist vizual român. Practică new & old media,
videoinstalație, fotografie, assemblage, pictură, scenografie.

## Studii
Absolvent al Universității Naționale de Artă București 1977,scenografie

## Afilieri
Membru al Uniunii Artiștilor Plastici din România – scenografie, multimedia, pictură

## Expoziții personale
- 2017 - aNORMAL / abNORMAL, Muzeul Național de Artă Contemporană, București
- 2016 - Izvorul 2, împreună cu Dumitru Gorzo, Galeria Aiurart, București
- 2014 - Art Worker, fotoinstalatie, Anca Poterasu Gallery, Bucuresti
- 2011 - “Energia Patru”, Little Yellow Studio Gallery, București;
- 2005 – Micul Univers (Scum Evil Ruin)  fotoinstalație, împreună cu Carmen Rasovszky (galeria Căminul Artei, București);
- 2005 – Good Times Bad Times, fotografii, desene asamblaje inedite, (1980-2004) împreună cu Teodor Graur (galeria HT003, București)
- 2004 – Maybe Next Time fotografii și proiecții multimedia (galeria Nouă, București)
- 2004 – Plural Singular picturi și fotografii regăsite (galeria HT003, București)
- 2001 – Terra Nova proiecții multimedia (a 49-a Bienală de la Veneția, pavilionul României),curator Ruxandra Balaci
- 2000 – Buricul instalație multimedia / fotografii și asamblaje (Muzeul Național de Artă al României, Departamentul de Artă Contemporană), curator Ruxandra Balaci
- 2000 – Restittuito In Integrum proiecție multimedia (Transitionland, Muzeul Național de Artă al Romăniei), curator Ruxandra Balaci
- 1998 – Regnul Fanatic picturi, asamblaje, fotografii (galeria Simeza București,proiect expus și la a 47-a Bienală de la Veneția, Casa Română), curator Adrian Guță
- 1996 – Sudiu Despre Efemer și Perisabil picturi,asamblaje,fotografii, (Centrul SOROS pentru Artă Contemporană, București)
- 1995 – Conversația II instalație, fotografie/împreună cu Iulian Mereuță, Franța (galeria GAD, București)
- 1995 – Casa Câinelui instalație (MediA Culpa, centrul SOROS pentru Artă Contemporană,București), Irina Cios
- 1994 – Conversația fotografii, asamblaje (galeria GAD, București), curator Ruxandra Balaci
- 1992 – Orele de aur picturi, desene, fotoasamblaje (galeria Căminul Artei, București)
- 1990 – Figuri înconjurătoare picturi, desene, obiecte, fotografii (galeria Căminul Artei,București)
- 1988 – Design nonscenografic - proiecte scenografice, asamblaje împreună  cu Carmen Rasovszky (galeria Căminul Artei,București )
- 1985 – Figuri Antropomorfe picturi, desene (galeria Galateea,București)

## Premii
- 2018 Premiul pentru ARTE VIZUALE pe anul 2017 / Gala Premiilor Radio România Cultural
- 2005 Premiul pentru Instalație și Ambient - U.A.P. România
- 2000 Premiul pentru Foto/Video/Performance - U.A.P. România
- 1997 Premiul pentru Scenografie - U.A.P. România

## Burse
- 1991 Bursa AFRA pentru Pictură - Franța
- 1980 Bursa pentru Scenografie - U.A.P. România

## Activități teoretice, eseuri, în publicațiile artleier, arta, alternative
- Autor concept și regie al documentarului Avangart (11 episoade a 26-30 min/ep). 2002-2003, TVR Cultural,

ART AUTOR ( începînd din 2003, TVR Cultural),
Art Context (începînd din 2006, TVR Cultural) serial despre artiștii și arta contemporană românească
în colaborare cu Carmen Rasovszky
- Film Artistic,Teatru de Televiziune, Teleplay

autor de proiecte scenografice pentru film teatru televiziune advertising
- 2006, 955, serial TVR regia V. Hotea,
- 2005, Tertium Non Datur, regia L. Pintilie
- 2003, LOTUS, lung metraj artistic) regia I. Cărmăzan (Filmex București),
- 2002, Raport despre starea națiunii, lung metraj artistic, regia I. Cărmăzan, Temple Film București;
- 1997, Parcul, de Botho Strauss, regia Tudor Țepeneag, Teatrul Național București
- 1996, Cercul, de Arthur Schnitzler, regia Dragoș Galgoțiu, Teatrul Mic București;  Bârfe, Șmenuri, Flecăreli, de Carlo Goldoni, regia Adrian Lupu, Teatrul de Comedie București
- 1995, Bufoniștii, de H. Fleurie, teatru TV, TVR regia S. Ionescu
- 1988, Proști sub clar de lună, de Teodor Mazilu, teatru TV, TVR regia Dominic Dembinschi
- 1994, Ciocârlia, de J. Anouih, teatru TV, TVR regia C. Dicu
- 1993, Doctor cu de-a sila, de C. Goldoni, regia A. Lupu, Teatrul Dramatic Galați; Pluta meduzei, de M. Sorescu, regia N. Cosmescu, teatru TV, TVR
- 1992, Gâlceava zeilor, de D. Solomon, regia S. Jicman, teatru TV, TVR
- 1991, Regăsire, de L. Pirandello, regia C. Buzoianu, Teatrul Mic București
- 1990, Eseuri poetice contemporane,regia A. Mora, teleplay TVR
- 1986, Arma secretă a lui Arhimede, de D. Solomon, regia D. Galgoțiu, Teatrul Național Iași
- 1985, Jakubovsky șicolonelul, de F. Verfel, regia A. Lupu, TES București,
- 1984, Țarul Ivan, de M. Bulgakov, regia A. Lupu, Teatrul de Dramă Galați
- 1983, Somnoroasă aventură, de Teodor Mazilu, regia A. Lupu, TES (Teatrul evreiesc de Stat) București
- 1982, Pofta de cireșe, de A.Osziecka, regia R. Mărgineanu, Teatrul Național Craiova
- 1981, Andora, de M. Frisch, regia A. Lupu, TES București;
- 1980, Femeia mării, de H. Ibsen, regia D. Alexandrescu
- 1979, Scene din viața unui bădăran, de D. Solomon, regia D. Alexandrescu Teatrul Național Tîrgu-Mureș
- 1978, Neînțelegerea, de A. Camus, regia D. Galgoțiu, Teatrul de Stat Sibiu
- Autor de proiecte scenografice pentru toate formatele specifice de televiziune (decoruri, spații scenografice, pachete grafice complexe); talk-show, divertisment, campanie electorală, sport, cultură, matinal,

concurs, videoclip, spot(publicitar sau de promovare,decoruri pentru jurnale de știri și jurnale culturale.

## Aprecieri
Opera lui Rasovszky infatiseaza o varietate inepuizabila si totodata o remarcabila coerenta interioara. Artistul stapineste si practica o pluralitate de limbaje, cultivindu-le succesiv ori simultan cu placere nedisimulata: fotografie, obiect, asamblaj, instalatie, pictura, grafica, mixaje tehnice. Eclectismul sau, postmodern, mizeaza pe fertilizari reciproce, fara a ocoli specificitati ca puseuri de libera miscare intre traditie si formule „alternative“.
- Resorturile si imagistica citadina hranesc de mult creatia acestui autor (ceea ce nu inseamna inchiderea altor orizonturi, si poate vom fi martorii, intr-un viitor nu prea indepartat, spiritualizarii unor altfel de locuri). Scenografia ca ocupatie remunerata, lucrul in televiziune au accentuat propensiunea catre coexistenta limbajelor, catre imaginea-fragment asociata muzicii (de la febra punk incoace) si textului, ducind la structuri dense si ritmuri alerte proprii, sa spunem, videoclipului. Suvoiul acesta de informatie artistica se deplaseaza intr-o albie sapata de un mecanism al creatiei, marcat de amintiri suprarealiste si dadaiste. Asa incit determinante sint semnalele vizuale si sonore extrase din cotidian, in mirabila lor intilnire, adesea intimplatoare, cu cele venind din profunzimile vietii psihice. Pe de alta parte, ca artist contemporan, cu „simturile“ culturale in alerta, Rasovszky nu lasa totul in seama hazardului; strategia fragmentului este prin urmare una asumata, veghea ironica se implica in comentariul parodic al automatismelor de expresie vizuala si textuala, procentajul de intimplare da prospetime, dar este supus unei relatii dinamice cu mecanismele de control. Artistul cultiva ambiguitatea, vrea in primul rind sa creeze o atmosfera, nu descrie ci sugereaza. Isi ofera universul unei lecturi alerte si combinate, dar nu il explica – solicita publicului o perceptie activa.
- Expozitia actuala, al carei generic derutant la prima vedere este Buricul, are continuitati de conceptie cu ceea ce prezenta artistul la Bienala venetiana in 1997 si cuprindea, totodata, in paginile unui catalog cu acelasi titlu, anume Regnul fanatic. Dincolo de similaritati, personala din anul de gratie 2000 are si specificitati. Buricul inseamna focalizarea asupra unui mediu tehnic – fotografia – cu osebire iubit de Rasovszky. Factorul care structureaza ideatic si ritmic discursul fotografic este textul–pseudotitluri, fragmente de gind asociate cu imaginile (se adauga „comentarii“ grafice, interventii cromatice pe print). Uneori, cuvintul este ecoul direct a ceea ce se vede, alteori, intre cele doua modalitati de comunicare exista divergente semantice care fie creeaza universuri paralele, fie sugereaza o decriptare parodica, alta decit cea la indemina (prin continutul descriptiv al imaginii).
- Genericul expozitiei, un cuvint ce trimite la o intimitate aproape incomoda, marturiseste – repet – faptul ca fotografia este mediul preferat al autorului. Ea ii faciliteaza contactul cel mai direct cu „realitatea“. Iar realitatea asupra căreia se apleaca acum Rasovszky este adesea aceea a unor obiecte incarcate cu memorie personala si familiala, cu unele evadari in frustetea, grotescul ori frumusetea cotidianului larg perceput. Din cite imi marturisea autorul, personala actuala a fost pregatita intr-o atmosfera speciala, de anticipare a unei alte expozitii, dedicata starilor de profunda vibratie interioara pe care i-o declanseaza un Loc incarcat de energie spirituala, „descoperit“ de curind, real (dezvaluirea identitatii acestuia ar fi deocamdata inoportuna).
- Sa ne intoarcem insa la Buricul lui Rasovszky, in acceptia sa prezenta. Multe dintre fotografii propun o perspectiva gulliveriana, inversata fata de normalitate, asupra unor obiecte de dimensiuni mici, jucarii. Nu este vorba doar de reconstituirea, din punctul de vedere al insului matur, a unui cod de perceptii al copilariei (fiicei artistului), ci si de posibilitatea de a transfera acestui cod induiosator – ludic – inofensiv angoase mediatice, retete ale productiei cinematografice horror. Filtrul parodic indeparteaza astfel strigoii unor categorii ale simulacrului contemporan. Rasovszky accepta confruntarea cu lumea de fantasme confectionate din jurul sau, cu hiper-realitatea; aceasta este inevitabila, izvoraste din ecranul televizorului, receptionarea ei ofera „placeri“ si „primejdii“. Autorul face un slalom fara gres printre acestea si produce din respectiva materie prima un univers artistic de-a dreptul captivant, unul care il face pe spectator mai sensibil si mai puternic in acelasi timp. Impresioneaza si intrepatrunderile lumii concrete la nivelul obiectualului si al organicului, cu cea artificiala. Revenim astfel si la inteleptul Duchamp si la efortul de stergere a granitelor dintre arta si viata. Structura insasi a expozitiei avantajeaza, in mai mare masura decit Regnul fanatic, o apropiere intre gindirea artistica a lui Rasovszky si celebrul stream of consciousness de regasit in repere fundamentale ale prozei moderniste: „capitolele“ personalei din Salile Kretzulescu se organizeaza intr-un „briu“ aproape continuu de imagini care perimetreaza spatiul avut la dispozitie.[2]

Călătorie spre Buricul lui Rasovszky, text Adrian Guță, Observatorul Cultural, Iunie 2000